# Laura Gonçalves
Laura Gonçalves (4 febbraio 1989) è una modella portoghese, eletta Miss Universo Portogallo il 29 luglio 2011 presso l'Hotel Miragem di Cascais..
Nata e cresciuta in Venezuela da genitori portoghesi, si è trasferita a vivere a Lisbona nel 2009, per motivi di studio.
Laura Gonçalves, che è alta un metro e settantacinque, ha rappresentato il Portogallo al concorso di bellezza internazionale Miss Universo 2011, che si è tenuto a São Paulo, in Brasile, il 12 settembre 2011, e dove la modella ha ottenuto la decima posizione. La partecipazione della Gonçalves a Miss Universo ha segnato il ritorno del Portogallo al concorso, dopo nove anni di assenza. L'ultima delegata portoghese per Miss Universo era stata infatti Iva Catarina Lamarao, che aveva partecipato nel 2002.
Laura attualmente vive nella città di Porto, dove in qualità di manager.